# Международный аэропорт Ла-Аурора
Междунаро́дный аэропо́рт «Ла-Ауро́ра» (исп. Aeropuerto Internacional La Aurora) (ИАТА: GUA, ИКАО: MGGT) — аэропорт в городе Гватемала, столице и крупнейшем городе Гватемалы в Центральной Америке. Главный аэропорт страны. Открыт после реконструкции в 1959 году. Расположен в черте города, в городской зоне № 13 (Zona 13), в 6,4 километрах к югу от центра города. К западу от аэропорта, вдоль шоссе Петапа (Avenida Petapa) расположена городская зона № 12 (Zona 12), в которой расположены промышленные предприятия агломерации (в том числе макиладора). Годовой пассажиропоток составляет около 2,2 миллионов пассажиров по данным 2014 года.
Владеет аэропортом Министерство связи, инфраструктуры и жилищного строительства, эксплуатирует — Главное управление гражданской авиации. Высота над уровнем моря 1509 метров.
Аэропорт имеет 18 мест на северном перроне для пассажирских самолётов и 1 место для транспортного самолёта. В северо-западной части находится стоянка. На южном перроне располагаются лёгкие самолёты.
Аэропорт имеет одну взлётно-посадочную полосу с асфальтовым покрытием длиной 2987 метров и шириной 60 метров.

## История

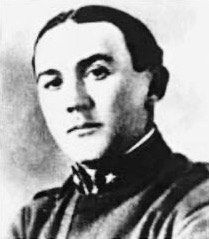
Данте Наннини

В 1910 году Альберто де ла Рива (Alberto de la Riva) и Виктор Ортис (Víctor Ortiz) построили самолёт и совершили первый известный полёт в Гватемале. В 1914 году на Марсовом поле (Campo de Marte), к востоку от города была основана Академия авиации, инструктором которой стал Данте Наннини. В 1923 году начато строительство аэропорта на Марсовом поле. В 1927 году начались регулярные рейсы компании Pickwick Airways между Гватемалой, Мексикой и США. Компания совершала три рейса в неделю. Позднее компания стала совершать ежедневные рейсы в Сан-Сальвадор. В том же году компания Pan American Airways начала совершать рейсы между Гватемалой и Браунсвиллом в штате Техас. В 1929 году было создано Главное управление гражданской авиации, как часть Министерства коммуникаций и общественных работ. В 1930-е годы аэропорт представлял собой травяную взлётно-посадочную полосу. После начала Второй мировой войны в аэропорту расположилась авиабаза «Гватемала» (англ. Guatemala City Air Base) Военно-воздушных сил США. 805-й инженерно-аэродромный батальон в начале 1942 года построил взлётно-посадочную полосу с асфальтовым покрытием длиной 2000 метров. После восстания 1949 года и убийства Франсиско Хавьера Арана авиабаза была закрыта. В 1959 году полоса была продлена еще на 1000 метров. Первый реактивный пассажирский авиалайнер Douglas DC-8 компании Pan American Airways приземлился в 1959 году. В 1968 году завершено строительство нового пассажирского аэровокзала площадью 24 000 квадратных метров.

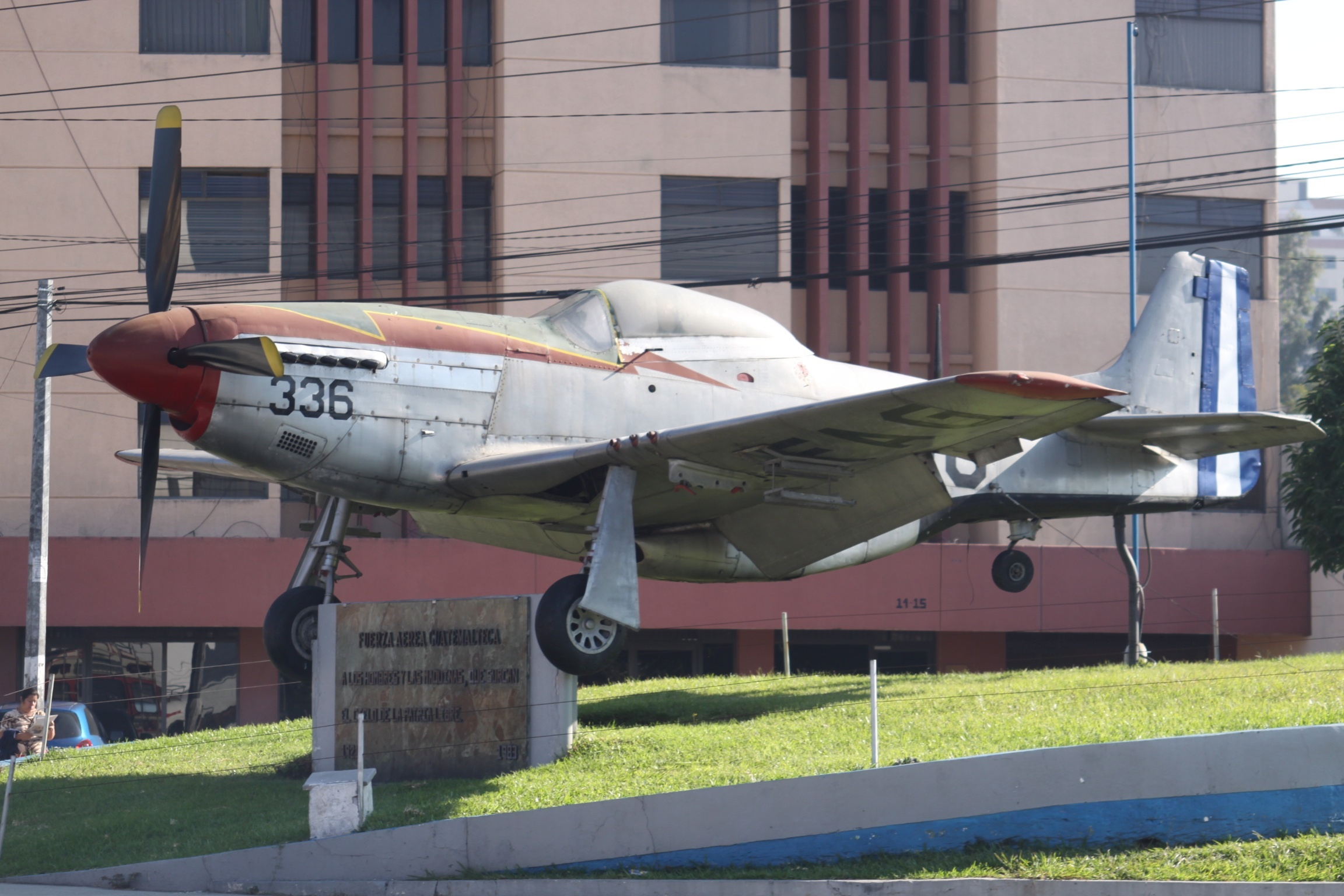
Истребитель North American P-51 Mustang Военно-воздушных сил Гватемалы в аэропорту «Ла-Аурора»

Аэровокзал был реконструирован в 2005 году для увеличения пассажиропотока. Взлётно-посадочная полоса и рулёжная дорожка были полностью реконструированы в марте 2010 года.